# Wapen van Philip Mountbatten, hertog van Edinburgh

Wapen van Philip Mountbatten, Hertog van Edinburgh

Het Wapen van Philip Mountbatten, hertog van Edinburgh toont elementen van zijn afkomst als prins van Griekenland en Denemarken, zowel als een verwijzing naar het wapen van Mountbatten en dat van de stad Edinburgh.
In het eerste kwartier is het wapen van Denemarken te zien, met drie azuren passante leeuwen op een veld van goud. Het tweede kwartier toont het wapen van Griekenland, met een wit kruis op een veld van azuur. Het derde kwartier laat twee zwarte verticale lijnen zien, op een veld van wit. Dit is het familiewapen van de familie Mountbatten. Het vierde kwartier, ten slotte, toont het wapen van Edinburgh: een rood met zwart kasteel.
De steunfiguren van het schild tonen dexter: Hercules die voorkomt op het wapen van de Griekse koninklijke familie, en sinister: een gouden leeuw, met een hertogelijke kroon. Om zijn hals draagt hij een zogenaamde Naval Crown, een verwijzing naar Philips loopbaan bij de Marine. De band om het wapen toont de wapenspreuk van de Orde van de Kousenband, in welke orde prins Philip in 1947 werd opgenomen.
De wapenspreuk van prins Philip is God is my Help (God is mijn hulp).